# Carbohydrate deficient transferrin
 (octobre 2020).
Si vous disposez d'ouvrages ou d'articles de référence ou si vous connaissez des sites web de qualité traitant du thème abordé ici, merci de compléter l'article en donnant les références utiles à sa vérifiabilité et en les liant à la section « Notes et références ».
La carbohydrate deficient transferrin (CDT), ou transferrine carboxy-déficiente en français, est une glycoprotéine synthétisée par le foie. Elle est spécifique de la présence d'alcool dans le sang après absorption. Combinée au dosage de la γ-glutamyltransférase, elles permettent de mettre en évidence une consommation chronique d'alcool. Le dosage de la CDT qui s'exprime en pourcentage aide également au suivi thérapeutique.
Un taux de CDT supérieur ou égal à 1,7 pour cent est considéré comme étant le reflet d'une consommation anormale d'alcool susceptible d'engendrer un effet délétère chez un individu.
Les taux de carbohydrate deficient transferrin dans le sang nécessite 2 à 4 semaines pour redevenir normal, si un individu s'abstient de consommer de l'alcool. Celui-ci décroît rapidement (quelques jours) et permet de révéler une rechute.
En dehors de la consommation d'alcool, un taux élevé de CDT se rencontre au cours de certaines pathologies comme une atteinte hépatique, la consommation de tabac, une hypertension artérielle, une hypoferritinémie, une maladie génétique concernant la transferrine, ou durant la grossesse.
Cependant l'étude de référence explique en grande partie que consommation de tabac et excès d'alcool sont souvent liés, aucune étude ne montre qu'un fumeur alcoolo-abstinent souffre d'un taux de CDT plus élevé qu'un non-fumeur.
L'étude de référence portant sur nombre de specimens de divers genres ages et poids sur divers continents, conclue qu'il n'y a pas lieu de modifier les marges suivant le type d'individu et ses caractéristiques propres.
En comparaison avec le volume globulaire moyen ou les transaminases, le taux de CDT s'avère beaucoup plus fiable pour diagnostiquer précocement une consommation d'alcool régulière récente au dessus des recommandations de l'OMS, même relativement faible à partir de 50gr d'alcool pur par jour (environ 4 à 5 verres suivant dosage et produit) et ce à partir d'une semaine de consommation excessive quotidienne.